# Nathalie Arthaud
Nathalie Arthaud, nascida em 23 de fevereiro de 1970, em Peyrins (Drôme), é uma política francesa, porta-voz desde 2008 do partido Lutte Ouvrière, de extrema-esquerda.
Entre 2008 e 2014, ela foi vereadora em Vaulx-en-Velin, com participação em especial em políticas de juventude. Foi eleita numa lista comum com o Partido Comunista Francês.
Ela também é professora de economia e gestão no liceu Le Corbusier, em Aubervilliers , em Seine-Saint-Denis.
Candidata da Lutte Ouvrière, ela obteve 0,56% dos votos na eleição presidencial de 2012.